# Syriens herrlandslag i fotboll
Syriens herrlandslag representerar Syrien i fotboll. De lyder under Asiens fotbollsförbund.

## Historik
Syriens fotbollsförbund bildades 1936 och blev medlem av Fifa 1937 samt AFC 1969. I Asiatiska cupen har man spelat fyra gånger i slutspel (1980, 1984, 1988 och 1996) men aldrig klarat sig från första omgången. Första landskampen var en VM-kvalmatch borta mot Turkiet den 20 november 1949, där man förlorade med 0-7. 1949 kom det sämsta resultatet mot Grekland med 0-8. Bästa resultat, 12-0, nåddes 1997 mot Maldiverna.

## VM kval
Första kvalet på egen hand spelades 1958 där laget slogs ut efter första matchen. 
Nästa kval spelade man 1974. Laget kom i kvalgruppen på en andraplats och fick ingen plats i slutomgången.
I 1982 års kval förlorade Syriens lag samtliga fyra matcher.
Vid 1986 års kval vann laget kvalgruppen obesegrade. I andra omgången slogs laget  ut.
Vid 1990 års kval kom laget på en andraplats och ingen plats till slutomgången.
Vid 1994 års kval kom laget på en andraplats och ingen plats till slutomgången.
Vid 1998 års kval tog Syrien sin största seger genom 12-0 mot Maldiverna.
Vid 2002 års kval kom laget på en andraplats och ingen plats till slutomgången.
Även vid 2006 års kval slutade Syrien tvåa i sin grupp och misslyckades med att avancera vidare.
Vid 2010 års kval slutade laget som trea i sin grupp.
2014 års kval slogs därmed redan ut ur kvalet.

## Asiatiska mästerskapen
1980 spelade Syrien sin första turnering men laget gick inte vidare från kvalet. Samma blev det 1988 och 1996.

## Övriga turneringar
1966 deltog Syrien i Arabiska Cupen. Syrien spelade laget final där det blev förlust. Samma resultat blev det 1988.
1992 anordnade Syrien arabiska cupen då laget kom fyra efter att förlorat i semifinal och i matchen om brons. 
1998 var Syrien igen i arabiska cupen, men kom inte vidare från kvalgruppen. Samma resultat blev det 2002.